# İlham Abbasov
İlham Abbasov (ur. 21 września 1969) – azerski zapaśnik walczący w stylu wolnym. Srebrny medalista mistrzostw Europy w 1993; piąty w 1994 roku.